# Onville
Onville é uma comuna francesa na região administrativa de Grande Leste, no departamento de Meurthe-et-Moselle. Estende-se por uma área de 9,27 km². Em 2010 a comuna tinha 521 habitantes (densidade: 56,2 hab./km²).